# Sulla pelle
Sulla pelle (Sharp Objects) è un romanzo del 2006 che segna il debutto di Gillian Flynn.
Il libro è stato pubblicato da Shaye Areheart Books il 26 Settembre 2006 ed è stato ristampato da Broadway Books.

## Trama
Camille Preaker lavora come giornalista in un piccolo giornale. Non è particolarmente soddisfatta del suo lavoro, occupandosi principalmente di cronaca nera. Camille è amica del suo capo Curry, che l'ha aiutata durante la sua recente riabilitazione dovuta all'autolesionismo (Camille si è incisa varie parole sulla pelle che aveva precedentemente visto in un'allucinazione). Curry le dà il compito di tornare nella sua città natale, Wind Gap in Missouri, dove una bambina è stata uccisa mentre un'altra è scomparsa.
Giunta a  Wind Gap, Camille riesce ad ottenere informazioni riguardo all'omicidio prima dalla gente del posto e poi dalla madre di Ann Nash, la prima vittima. La polizia locale non è molto aperta riguardo all'accaduto, ma il capo della polizia rivela a Camille che credono che l'omicida non sia un estraneo, bensì una persona del posto. Presto anche il corpo della bambina scomparsa, Natalie Keene, viene trovato in una strada della città. Sia lei che Ann sono state strangolate e ad entrambe sono stati asportati i denti. Camille pubblica un articolo e Curry le chiede di restare in città per investigare ancora.
Mentre è lì Camille si riconcilia con la madre Adora e con la sorellastra Amma. Camille non ha mai avuto un rapporto stretto con sua madre, dal momento che   Adora ha sempre preferito la sorella minore di Camille, Marian, morta improvvisamente quando Camille era bambina. Amma, nata dopo la morte di Marian, è cresciuta diventando una ragazzina viziata che finge di essere buona davanti alla madre per nascondere il suo fare uso di alcol, droghe e la sua promiscuità. Camille conosce il Detective Richard Wills, che sta indagando sul caso.
Mentre Camille continua ad investigare, stringe una relazione con il Detective Wills. Durante un incontro, Camille rifiuta di spogliarsi per paura che lui possa allontanarsi da lei dopo aver visto le cicatrici sul suo corpo. Camille ed Amma iniziano ad avvicinarsi. Dopo essere andata ad una festa con la sorella, dove entrambe bevono e fanno uso di droghe, Camille si sveglia trovando Adora che si prende cura di lei, che le da però pillole che la fanno stare male. Camille con orrore scopre che Adora fa lo stesso con Amma e realizza che la malattia di Marian in realtà non era la sua, bensì della madre (Münchausen syndrome).  Dopo aver investigato Camille trova una lettera dell'infermiera di Marian nella quale questa esprime i suoi sospetti. Camille scopre anche che Richard ritiene Adora responsabile degli omicidi di Ann e Natalie. Quando Camille torna a casa, Adora droga Camille e prova a prendersi cura delle sue ferite facendole un bagno.
Camille sviene e si risveglia quando Richard e la polizia arrestano sua madre. Richard è disgustato quando vede le sue cicatrici e lascia Camille, nonostante avesse giurato di essere realmente innamorato di lei. Adora è accusata dell'omicidio di Marian e delle due ragazze, mentre Amma viene mandata assieme a Camille a Chicago. Amma inizialmente sembra guarire dall'abuso di Adora ma poco dopo aver iniziato a frequentare la scuola a Chicago un suo compagno di classe è assassinato, con sei denti mancanti. Si scopre quindi che Adora aveva ucciso Marian ma è Amma la vera responsabile dell'assassinio delle due bambine, dal momento che era gelosa dell'attenzione che la madre riservava recentemente alle due. Distrutta Camille si taglia nuovamente ma viene fermata da Curry e da sua moglie che la prendono come loro figlia. La storia si conclude con Camille che per la prima volta è amata come figlia.

## Riconoscimenti
- 2007 - Crime Writers' Association
  - CWA New Blood Dagger
  - CWA Ian Fleming Steel Dagger
  - Candidatura per il Duncan Lawrie International Dagger

## Edizioni
- Gillian Flynn, Sulla pelle, Edizioni Piemme, 2008, ISBN 978-88-384-8707-1.